# Српско привредно друштво Привредник (1897—1946)
Српско привредно друштво „Привредник" које је деловало од 1897. до 1946. године прво у Аустроугарској а касније и у Краљевини Југославији је једна од најзначајнијих привредно-просвјетних институција српског народа.
У том периоду Привредник је на школовање за разне занате и трговину послао скоро 40 хиљада српске деце и омладине.

## Оснивање
Привредник је основан на иницијативу Владимира Матијевића 23. септембра 1897. у Загребу са циљем да помогне развој српске привреде кроз помагање сиромашној деци да нађу места за шегртовање код добрих мајстора и трговаца. Привредник је системски решавао привредне, хуманитарно-социјалне и образовно-професионалне проблеме најсиромашнијег дела српског становништва из свих подручја Аустроугарске.
Након што је основана Српска банка са средиштем у Загребу 1895. године и Савез српских земљорадничких задруга, реализује се Матијевићева идеја о стварању удружења које ће организовано радити на проналажењу и подизању, збрињавању и образовању талентоване деце из сиромашних породица из Далмације, Лике, Кордуна, Баније, Славоније, Босне, Херцеговине и Војводине, како би се та деца стручно оспособила за разне занате и трговину, и како би им се помогло да касније отворе своје самосталне радње и тако постану носиоцима оживљавања привреде као основног предуслова за културни и друштвени препород свога народа.
Иницијативу Владимира Матијевића за осивање Привредника морално и материјално подржали су: Паулина Матијевић, Исидор Добровић, Никола Ћук, Лазар Лађевић, Др Ливије Радивојевић, Стево Калембер, Др Влахо Матијевић, Михаило Зубовић, Лазар Дунђерски, Јован Ђуричић-Биорац, Српска банка и Савез српских земљорадничких задруга.

## Прва и друга деценија
До 1907. године Привредник је упутио на разне занате и трговину скоро пет хиљада питомаца.
На Главној скупштини Привредника 31. маја 1911. године донесена је одлука о оснивању Патроната Привредникових добротвора. Конститутивна скупштина Патроната одржана је 23. септембара 1911. године. Патронат је имао задатак да управља закладама и фондовима Привредника и да се стара око подизања српске привредне омладине. Први Патронат имао је 49 чланова а међи њима су били: Патријарх српски Лукијан, Епископ темишварски Георгије, Исидор Добровић, Никола Ћук, Стеван Калембер, Лазар Бачић, Паулина и Владимир Матијевић, Паја Јовановић, Лазар Дунђерски и други.
После атентата на Франца Фердинанда и по објављивању рата бан Краљевине Хрватске, Славоније и Далмације 27. јула 1914. године издаје наредбу по којој се забрањује сваки рад и свака делатност Привредника. Руководство Привредника, као и многи виђенији Срби у крејевима под Аустроугарском изложени су прогонима. Од чланова Управе Привредника одмах су ухапшени Стеван Калембер, Лазар Бачић и Павле Аршинов. Исидор Добровић у прогонству умире. Владимир Матијевић је избегао хапшење и емигрирао у Швајцарску. После ових догађаја званичан рад Привредника био је прекинут.
Захваљујући активностима Николе Ћука после забране рада Привредника успело се наставити с упућивањем дечака на занат и трговину до завршетка рата када је настављен нормалан рад Привредника.
До средине 1914. године Привредник је упутио на разне занате око 11.000 питомаца, од чега њих 250 за време Првиог светског рата.

## Између два светска рата
Велику улогу у настављању Привредникове делатности имао је састанак одржан 19. новембра 1919. године у Привредниковом дому на којем су изабрани Тодор Мијаиловић за председника, Владимир Матијевић и Никола Ћука за потпредседнике те чланови Управе међу којима су били и Раденко Станковић, Лазар Лађевић, Стеван Калембер, Павле Аршинов и др.
Крајем 1922. године Привредник је доживео значајну сатисфакцију: 31. децембра 1922. његову управу је посетио краљ Александар I Карађорђевић и прихватио се Привредниковог покровитељства (постао почасни председник), ценећи и уважавајући Привредниково дело.
Привредник је до 1923. године из свих крајева и на више од 60 различитих заната сместио 13.000 и више питомаца, а до 1941. преко 30.000 питомаца.
Од 1923. па до укидања Привредника после Дугог светског рата седиште је било у Београду док је у Загребу остао један део администрације. Исте године свечано је прослављена и двадесетпетогодишњица Привредниковог рада поворком кроз улице Београда и скупом у Дому Народне скупштине. Међу говорницима најдубљи утисак је оставио говор Јована Цвијића.
Привредник месечно је издавао свој лист Привредник које је излазио у Загребу, а касније и у Београду од 1898. до 1941. године. Лист је током излажења углавном обрађивао теме из економије, просвете, агрономије и других грана привреде, али се редовно, што унутар тих тема, што изван њих дотицао и тренутачне политичке ситуације на Балкану и средњој Европи.

### Чланство и имовина
Број Привредникових чланова временом се мењао. Између два светска рата кретао се од 6.000 до 10.000 чланова.
Током 1930их Привредник је располагао великим капиталом од ког су чиниле некретнине у вредности преко 8 милиона динара, фондови преко 10,5 милоина динара и улозима у банкама и новчаним заводима 3,5 милиона динара.
Привредник је располагао већим бројем фондова, који су између два светска рата омогућавали свестрану и плодоносну делатност од којих издвајамо фондове Владимира Матијевића, Михаила Пупина, Лазара Дунђерског, Исидора Добровића, Лазара Бачића, Сретена Пилављевића и др. Такође, располагао је и задужбинама Николе Танурџића, Велимира Теодоровића (познати Велимиријанум) и др.

## Укидање рада
Одлуком комунистичке власти, најпре је Министарство трговине Народне Републике Србије од 24. априла 1945. године разријешило дотадашњу управу Привредника и поставило привремену на челу с председником Јованом Привићевићем, који је и посљедњи председник.
Дана 21. октобра 1946. Министарство рада Народне Републике Србије донело је решење о укидању Привредника.
Након готово 50 година хуманог рада и настојања „Привредник“ је престао да делује. Сва имовина му је такође одузета и постала општенародна и стављена је под управу државних органа.

### Одузимање имовине
Решењем Министарства рада Народне Републике Србије од 26. септембра 1947. године одлучено је да се сва покретна и непокретна имовина Привредника која се налази на територији Народне Републике Хрватске преда Министарству рада НР Хрватске на управу. Министарство рада НР Хрватске решењем од 24. фебруара 1948. године одлучује да Привредникову имовину преда на управу Министарству комуналних послова НР Хрватске тако да се једна кућа у Прерадовићевој улици бр. 18 у Загребу преда на управу Српском културном друштву „Просвјета“ из Загреба. Истим рјешењем наложено је да се сва остала имовина „Привредника“ употријеби за јачање материјалних извора народних одбора. Све је то потврдила Влада НР Хрватске.
Доношењем Закона о национализацији најамних зграда и грађевинског земљишта и Уредбе о поступку за спровођење национализације најамних зграда и грађевинског земљишта Комисија за национализацију при Народном одбору општине Доњи Град у Загребу 1959. године донела је решење којим се национализирају најамне зграде и грађевинско земљиште Српском културном друштву „Просвјета“, а ради се о пословној згради у Бериславићевој бр. 10 у Загребу, те о најамној стамбеној згради у Загребу, Прерадовићева улица бр. 18, 18/1 и 18/2, као ио пословној згради у Загребу, Прерадовићева бр. 21 и 23. Од национализације је на захтев Просвјете изузета дворана у згради Прерадовићева улица бр. 18/1 и читава зграда у Бериславићевој бр. 10. Тадашња држава је, дакле, самовољно дала Привредникову имовину Просвјети да би је на исти начин опет од Просвјете узела.

## Руководство
Поред председника Скупштина је бирала и два потпредседника, управу, надзорни одбор од три члана и секретара.

### Председници
- Исидор Добровић (23. септембар 1897 — 27. јули 1914)
- Тодор Мијаиловић (19. септембар 1919 — 1937)
- Михаило Л. Ђурић (1940 — ???)
- Јован Прибићевић (14. април 1945 — 21. октобар 1946)

### Почасни председници
- Лазар Дунђерски (??? — 27. јули 1914)
- Краљ Александар I (31. децембра 1922 — 9. октобар 1934)

### Потпредседници
- Владимир Матијевић (23. септембар 1897 — 7. септембар 1929)
- Теодор пл. Ожеговић (23. септембар 1897 — ????)
- Никола Ћук (19. септембар 1919 — 192?)
- Михаило Л. Ђурић (???? — 1937)
- Аврам Филиповић (1940 — ????)
- Милан Стефановић (1940 — ????)

## Привредникови питомци и штићеници
Привредник је одшколовао 36.775 питомаца који су чинили кичму привреде између два светска рата. Привредникови питомци су сматрани елитним предузетницима јер су се држали чувених начела Привредника „Рад, штедња, честитост“.

##### Познати питомци
| Редни број | Име и презиме      | |
| ---------- | ------------------ | --- |
| 10.332     | Ђурађ Пуцар        | друштвено-политички радник ФНРЈ и НР БиХ и народни херој Југославије                                        |
| 11.913     | Милош Матијевић    | секретар Месног комитета КПЈ за Београд, један од организатора НОБ-у у Београду и народни херој Југославије |
| 12.179     | Раде Кончар        | секретар ЦК КПХ и члан ЦК КПЈ, један од организатора НОБ-а у Хрватској и народни херој Југославије          |
| 14.864     | Богдан Петковић    | београдски посластичар                                                                                      |
| 14.908     | Милан Станивуковић | пуковник, командант Дванаесте дивизије и народни херој Југославије                                          |
| 17.265     | Филип Кљајић       | политички комесар Прве пролетерске дивизије НОВЈ и народни херој Југославије                                |
| 19.339     | Радоје Дакић       | учесник НОБ-а, председник Синдиката Југославије и народни херој Југославије                                 |
| 24.282     | Милош Мамић        | синдикални функционер и народни херој Југославије                                                           |
| 27.149     | Бранко Ђоновић     | графички радник и народни херој Југославије                                                                 |
| 30.427     | Раде Грмуша        | земљорадник и народни херој Југославије                                                                     |
| 35.315     | Гојко Мрђа         | митрополит дабробосански                                                                                    |

## Обнављње делатности и очување традиције у Хрватској и Србији
Обнова рада „Привредника“ у Загребу почела је друштвеним променама почетком 1990их. Због мањка храбрости и недостатка снаге било је потребно две године да порђу од покретања иницијативе док „Привредник“ није обновио рад 18. децембра 1993. године, што је Министарство управе Републике Хрватске касније и потврдило. „Привредник“ је регистрован са седиштем у Привредниковом дому.

### У Србији
Хуманитарни фонд Привредник основан је 1993. године у Новом Саду у жељи настављања дела великог добротвора Владимира Матијевића и обнове племените идеје „Привредника“. У ХФ „Привредник“ је до данас примљено преко 2000 питомаца и штићеника.
Српско привредно друштво Привредник основано је 1997. године у Београду као савез привредника с циљем теоретског и практичног образовања и помоћи при запошљавању чланова. О програму и раду удружења нема релевантних информација.
Српски пословни клуб Привредник основан је 2002. године у Београду од стране 23 привредника који су удружили свој лични и потенцијал фирми којима управљају. Један од важнијих циљева уређених Статутом СПК „Привредник“ је и очивање традиције „Привредника“ која се реализује кроз доделу стипендија талентованим и вредним ђацима и студентима. Стипендије додељују компаније у којима чланови Клуба остварују власничка и/или управљачка права.